# Eddie Lang

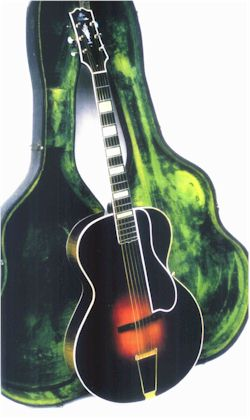
Gitara Gibson L5 należąca do Eddiego Langa

Eddie Lang, właśc. Salvatore Massaro (ur. 25 października 1902 w Filadelfii, zm. 26 marca 1933 w Nowym Jorku) – amerykański gitarzysta jazzowy, syn włoskiego lutnika, emigranta. 
Urodzony jako Salvatore Massaro, występował również pod pseudonimem Blind Willie Dunn (z Lonniem Johnsonem). Wykształcony muzyk, przez 11 lat pobierał lekcje gry na skrzypcach. Grał również na banjo. W szkole poznał skrzypka Joe Venutiego, z którym przyjaźnił się i współpracował zawodowo. Karierę profesjonalną rozpoczął u progu lat 20. W roku 1924 przyłączył się do Moud City Blue Blowers. Współtworzył szereg grup na północno-wschodnim wybrzeżu USA, był wziętym akompaniatorem ze względu na wyszukane "europejskie" brzmienie. Jego dorobek artystyczny to efekt współpracy z takimi postaciami jak wspomniany Joe Venuti, Frankie Trumbauer, Bix Beiderbecke, Jean Goldkette, oraz grupami muzycznymi – Red Nichols's Five Pennies, Roger Wolfe Kahn Orchestra czy Paul Whiteman's Orchestra. Przedwczesna, dość kuriozalna śmierć, była efektem komplikacji podczas operacji wycięcia migdałków.

## Dyskografia

### Albumy
Wszystkie publikacje zostały opracowane i wydane po śmierci piosenkarza.
- Stringing the Blues z Joe Venuti (CBS, 1962)
- Jazz Guitar Virtuoso (Yazoo, 1977)
- A Handful of Riffs (ASV/Living Era, 1989)
- Pioneers of Jazz Guitar 1927–1938 (Yazoo, 1992)
- Blue Guitars, Vols. 1 & 2 (BGO, 1997)
- The Quintessential Eddie Lang (Timeless, 1998)
- The New York Sessions 1926–1935 z Joe Venuti (JSP, 2003)
- The Classic Columbia and Okeh Joe Venuti and Eddie Lang (Mosaic, 2002)
- 1927–1932 (Chronological Classics, 2004)

### Współtworzone projekty muzyczne
- Blind Willie Dunn and his Gin Bottle Four
- Ed Lang and his Orchestra
- Joe Venuti, Eddie Lang and their All-Star Orchestra
- Blind Willie Dunn and Lonnie Johnson, Joe Venuti and Eddie Lang